# Bunostomum trigonocephalum
Bunostomum trigonocephalum är en rundmaskart som först beskrevs av Rudolphi 1808. Enligt Catalogue of Life ingår Bunostomum trigonocephalum i släktet Bunostomum och familjen Ancylostomatidae, men enligt Dyntaxa är tillhörigheten istället släktet Bunostomum och familjen Ancylostomidae. Arten är reproducerande i Sverige. Inga underarter finns listade i Catalogue of Life.